# إدغار كابلان
إدغار كابلان (بالإنجليزية: Edgar Kaplan)‏ هو لاعب الجسر ‏ أمريكي، ولد في 18 أبريل 1925، وتوفي في 7 سبتمبر 1997.